# Sainte-Cérotte
Sainte-Cérotte is een gemeente in het Franse departement Sarthe (regio Pays de la Loire) en telt 314 inwoners (1999). De plaats maakt deel uit van het arrondissement Mamers.

## Geografie
De oppervlakte van Sainte-Cérotte bedraagt 14,3 km², de bevolkingsdichtheid is 22,0 inwoners per km².
De onderstaande kaart toont de ligging van Sainte-Cérotte met de belangrijkste infrastructuur en aangrenzende gemeenten.

## Demografie
Onderstaande figuur toont het verloop van het inwonertal (bron: INSEE-tellingen).